# Блуминг Вали (Пенсилванија)
Блуминг Вали (енгл. Blooming Valley) град је у америчкој савезној држави Пенсилванија.

## Демографија
По попису из 2010. године број становника је 337, што је 41 (-10,8%) становника мање него 2000. године.
| Група             | 2000.       | 2010.       |
| Белци             | 374 (98,9%) | 334 (99,1%) |
| Афроамериканци    | 3 (0,8%)    | 1 (0,3%)    |
| Азијати           | 0 (0,0%)    | 0 (0,0%)    |
| Хиспаноамериканци | 0 (0,0%)    | 1 (0,3%)    |
| Укупно            | 378         | 337         |